# プロイセン国王の将軍への軍事教令
『プロイセン国王の将軍への軍事教令』（プロイセンこくおうのしょうぐんへのぐんじきょうれい、英語: The King of Prussia's Military Instruction to his Generals）は、1747年にプロイセン国王フリードリヒ2世によって執筆された軍事作戦の指令書。軍事学の古典的著作としても参照されている。

## 概要
軍制改革を行い大北方戦争を戦った兵隊王フリードリヒ・ヴィルヘルム1世の子供としてフリードリヒ2世は生まれた。即位してから軍事問題への関心を深め、オーストリア継承戦争と七年戦争で戦略的に劣勢な立場であったプロイセン軍の戦争を指導した。彼はフランスの軍事学の研究者としても著名な軍人モーリス・ド・サックス元帥に敬意を抱き、ロスバッハの戦いやロイテンの戦いでプロイセン軍を勝利に導いた。本書はオーストリア継承戦争と七年戦争の間における1747年にフランス語で執筆されたものであり、1748年に『戦争の一般原則』と題して複写が出されている。1758年に50部だけが将校たちに配られ、決して戦場に携行してはならないと厳重な秘匿が命じられた。しかし1760年のコスドルフの戦いでエルンスト・ハインリヒ・フォン・チェットリッツがオーストリア軍の捕虜となったことで書籍の模写が発見され、1761年にドイツ語で翻訳され、同年に再びフランス語に、1762年には英語でも翻訳される。
本書では指揮官にとって考慮するべき戦術学的な問題についてフリードリヒ2世の見解が示されている。プロイセン軍の戦闘力の高さを成り立たせているものが兵士たちの厳正な規律と将校の洞察であると考える。つまり将校は地形と兵力の運用の関係、地形の軍事的価値について識別する見識がなければならず、さらに遭遇戦において戦場を選択し、敵情を判断し、弱点を見出さなければならないと論じる。
本書では指揮官の洞察に寄与するための戦術学の議論が展開されている。攻撃と防御の優劣に関して彼は攻撃の有用性を評価しており、絶対的な防御は敵の包囲機動、後方連絡線の喪失、士気の低下という観点から実行が不可能であると主張する。それよりも攻撃前進のために敵情を慎重に判断し、正確な地形の知識に基づきながら兵力を運用することが重要である。しかし歩兵を中央に置きながら騎兵部隊を両翼に配置する典型的な陣形を一律に採用するのでなく、地形を観察して機動力を最大限に発揮できる平野に騎兵部隊を配置し、また歩兵部隊は陣地や集落ではなく快闊地に置いて効果的な襲撃を行えるよう配慮する。さらに常に予備を拘置して後方の安全を確保すると同時に勝敗が分岐する瞬間に戦場に投入できるようにしておく。戦争の原理についてフリードリヒ2世は後方連絡線の重要性について強調し、さまざまな手段によって敵の側面や背面を包囲して敵の予測を裏切ることが勝利に繋がると述べた。
フリードリヒ2世の軍事思想において本書は七年戦争で得られた知的成果であり、後の1768年に『軍事的遺言』でも制限戦争の指導のあり方について考察を及ぼしている。彼はナポレオン・ボナパルト、カール・フォン・クラウゼヴィッツなどの軍人・軍事学者に模範的な軍事指導者として評価されており、例えばナポレオンはガイウス・ユリウス・カエサル、ハンニバル、アンリ・ド・テュレンヌ、プリンツ・オイゲンに並ぶ軍人として位置づけている。